# My Altegrim
My Altegrim ou Johanna Altegrim, née à Umeå le 27 avril 1985 et morte assassinée à Bruxelles le 22 mars 2016, est une artiste textile et illustratrice suédoise vivant à Bruxelles à partir de 2006. Son parcours artistique est très prometteur mais interrompu par sa mort à 30 ans dans un attentat.

## Biographie
My Altegrim est née à Umea en Suède, le 17 avril 1985. Elle grandit au milieu de la nature avec des parents biologistes qui lui apprennent à connaître les plantes et les arbres. Très tôt, elle s'intéresse au dessin et à la peinture,.
En 2004, elle se rend en Belgique, d'abord pour un stage de français à Tubize, puis, après un an, s'installe à Bruxelles et entame des études artistiques  à l’École supérieure des arts Saint-Luc en 2006 où elle obtient un diplôme en illustration et graphisme, à l'École de la Cambre ensuite. Elle suit aussi les cours de l'atelier Création textile de l'Académie des arts de Woluwe-St-Pierre,.
C'est dans ces deux domaines, l'illustration et le textile, qu'elle se fait connaître sur la scène artistique.
« La tapisserie et le tricot sont très lents, méditatifs. Démêler tous les fils démêle votre esprit. Mais le dessin est tout aussi important pour moi. C'est une activité très intuitive, qu'on fait rapidement et il y a beaucoup de petits accidents qui peuvent se produire, des choses que vous ne pouvez pas annuler. C'est ce qui le rend amusant parce que cela permet de découvrir et de comprendre les choses.vous ».
Elle fait partie de l'équipe d'illustrateurs du fanzine pour enfants, Cuistax. Elle publie aussi régulièrement des illustrations dans les fanzines Vite, Alphabeta Magazine et 24h01.
Avec Sukrii Kural, graphiste et relieur, elle réalise la publication Propos autour de la fleur, du début à la fin : texte, illustrations, mise en page et reliure.
Avec Loïc Gaume, My Altegrim et Chris Becker constituent le collectif Module Image afin de promouvoir l'illustration, l'image contemporaine et le livre en organisant des expositions, des ateliers et des rencontres autour du livre, de l’image et de la création graphique à Bruxelles,.
L’œuvre de My Altegrim est souvent teintée de poésie, de spontanéité, elle n'en est pas moins profonde et complexe et peut être violente.
My Altegrim meurt le 22 mars 2016, à l'âge de trente ans, à la station de métro Maelbeek, dans les attentats terroristes de Bruxelles. Elle est inhumée à Umea.
L'équipe de Cuistax et ses amis ont planté un magnolia en son hommage, dans le parc de Duden à Forest et placé une plaque en mosaïque réalisée à partir d'un dessin de My Altegrim.

## Expositions
- 2013 : Jeux de construction, avec Module image, Brussels Design September, Bruxelles[5]
- 2014 : 
  - Exposition d'hiver : My Altegrim, Hôtel rustique, Bruxelles[6]
  - Exposition collective, Le Comptoir, Charleroi
  - Sauvageons nous, exposition collective, Centre culturel, Ottiginies
- 2015 : 
  - Welcome in Wonderland, exposition collective, Maison Pelgrims, Saint-Gilles
  - L'Exposition du déménagement, exposition collective, Brussels Art Factory
- 2016 :
  - Illustre !, exposition collective, Centre de la gravure et de l'image imprimée, La Louvière[7]
  - För My, Maison Pelgrims, Saint-Gilles[1]

## Publications
- avec Sukrii Kural, Propos autour de la fleur, livre d'artiste, exemplaire unique
- avec Sukrii Kural, Quatre saisons en douze mois, livre d'artiste, exemplaire unique
- För My, impr. Ronan Deriez, 2016, 44 p.